# Plagiostropha hexagona
Plagiostropha hexagona é uma espécie de gastrópode do gênero Plagiostropha, pertencente a família Drilliidae.